# 안양초등학교 (경기)
안양초등학교는 대한민국 경기도 안양시 만안구 안양동에 위치한 공립 초등학교이다. 안양시에 있는 초등학교 중에 가장 역사가 긴 학교이다.

## 학교 연혁
- 1929년 12월 20일  안양공립보통학교(4년제 2학급) 개교설립인가 7월 4일
- 1938년 4월 1일 안양공립심상소학교로 개칭
- 1940년 4월 1일 6년제로 개편
- 1941년 4월 1일 안양공립국민학교로 개칭
- 1962년 3월 1일 만안국민학교(11학급) 분리
- 1969년 3월 2일 안양동국민학교 분리
- 1978년 3월 2일 명학국민학교 분리
- 1979년 3월 1일 신안국민학교 분리
- 1983년 7월 16일 덕천국민학교(29학급) 분리
- 1985년 9월 10일 병설유치원 개원 (2학급 80명)
- 1994년 6월 27일 병설유치원 종일반 1학급 개설 (계 3학급)
- 1996년 3월 1일 안양초등학교로 학교명 변경
- 1996년 5월 25일 학교 체육관 준공
- 2017년 9월 1일 제29대 송화순 교장 취임
- 2020년 1월 3일 제88회 졸업(167명) 총 졸업생 수 39,335명
- 2020년 3월 1일 36학급 편성(특수 3학급 포함)

## 참고 자료
- 안양초등학교 - 한국교육학술정보원 학교알리미